# دجاي شو
دجاي شو أو بالأحرف اللاتينية Jay Chou (بالصينية التقليدية 周杰倫، بالصينية المبسّطة 周杰伦 وبالـ بين يين Zhōu Jiélún) المولود في تايوان في 18 يناير / كانون الثاني 1979 هو موسيقي ومغني ومؤلف أغاني ومنتج ومخرج وممثل تايواني مشهور عالميا منذ أول إصداراته وهو ألبوم «دجاي» عام 2000 بائعا أكثر من 30 مليون إسطوانة، ومعروف كملك البوب الصيني والآسيوي. دجاي شو أسس أيضا شركة إنتاج باسم JVR Music لترويج عدد مهم من المغنين ومثّل أدوارا في عدد مهم من الأفلام السينمائية والمسلسلات التلفزيونية.

## الألبومات
- Jay :2000
- Fantasy :2001
- The Eight Dimensions :2002
- Ye Hui Mei :2003
- Common Jasmin Orange :2004
- November's Chopin :2005
- Still Fantasy :2006
- On the Run :2007
- Capricorn :2008
- The Era :2010
- Exclamation Mark :2011
- Opus 12 :2012
- Aiyo, Not Bad :2014

## روابط خارجية
- دجاي شو على موقع IMDb (الإنجليزية)
- دجاي شو على موقع ميتاكريتيك (الإنجليزية)
- دجاي شو على موقع روتن توميتوز (الإنجليزية)
- دجاي شو على موقع ألو سيني (الفرنسية)
- دجاي شو على موقع ميوزك برينز (الإنجليزية)
- دجاي شو على موقع أول موفي (الإنجليزية)
- دجاي شو على موقع بوكس أوفيس موجو (الإنجليزية)
- دجاي شو على موقع قاعدة بيانات الأفلام السويدية (السويدية)
- دجاي شو على موقع إن إن دي بي (الإنجليزية)
- دجاي شو على موقع أول ميوزيك (الإنجليزية)